# Martinenca Rimada
Martinenca Rimada es un cultivar de higuera de tipo higo común Ficus carica, unífera de higos de epidermis con variegación, cuando verdes con color de fondo amarillo con rayas verdes longitudinales, que cuando maduran las rayas se difuminan en color morado rojizo y el color de fondo morado rojizo, teniendo una apariencia a la variedad 'Martinenca'. Se cultiva en la colección de higueras de Montserrat Pons i Boscana en Llucmajor, Islas Baleares.

## Sinonimia
- „Martinenca Pintada“ en Islas Baleares,[3][5][6]
- „Martinenca Rayada“ en Andalucía

## Historia
Actualmente la cultiva en su colección de higueras baleares Montserrat Pons i Boscana, rescatada de un ejemplar o higuera madre en "son Palmer" en un terreno propiedad de Pere Ginard en el término de Campos vecino de Llucmajor.
En cuanto al origen de su denominación, es por ser un higo que cuando son verdes tienen  color de fondo amarillo con rayas verdes longitudinales, que cuando maduran las rayas se difuminan en color morado rojizo y el color de fondo morado rojizo, teniendo una apariencia a la variedad 'Martinenca'.

## Características
La higuera 'Martinenca Rimada' es una variedad unífera de tipo higo común. Árbol de mediano desarrollo, con copa redondeada, y el ramaje denso alargado. Sus hojas con 3 lóbulos (70%) y con 5 lóbulos (menos del 30%). Sus hojas con dientes presentes y márgenes serrados, con abundante pilosidad en el envés y ángulo peciolar obtuso. Los higos 'Martinenca Rimada' tienen una forma urceolada, un poco redondeados, grandes, con facilidad de desprendimiento. La yema apical es cónica verde amarillento.
Los higos 'Martinenca Rimada' son de unos 38 gramos en promedio, de epidermis de grosor mediano, con poca facilidad de pelado, cuando maduro de color de fondo morado rojizo con sobre color morado marronáceo. Ostiolo de 1 a 3 mm con escamas pequeñas rojo oscuro. Pedúnculo de 3 a 5 mm cilíndrico verde claro. Grietas longitudinales escasas y reticulares. Costillas poco marcadas. Con un ºBrix (grado de azúcar) de 28, sabor dulce y muy sabroso, con firmeza mediana baja, con color de la pulpa rojo claro. Con cavidad interna pequeña, con  aquenios medianos. Los higos maduran sobre el 3 de septiembre al 14 de octubre, siendo muy productiva. Son medianamente resistentes a la lluvia y a los rocíos, y a la apertura del ostiolo.

## Cultivo  y usos
'Martinenca Rimada', está considerada como una subvariedad de una mutación del higo 'Martinenca', utilizada para consumo de higos en fresco aunque tiene baja resistencia al transporte y como ornamental en jardinería. Se está tratando de recuperar su cultivo, de ejemplares cultivados en la colección de higueras baleares de Montserrat Pons i Boscana en Llucmajor.